# آیت حمادوش
آیت حمادوش یک منطقهٔ مسکونی در الجزایر است که در ناحیه ثنیه واقع شده‌است. آیت حمادوش ۳ کیلومتر مربع مساحت دارد ۴۸۰ متر بالاتر از سطح دریا واقع شده‌است.